# Nilodorum tainanus
Nilodorum tainanus är en tvåvingeart som först beskrevs av Jean-Jacques Kieffer 1912.  Nilodorum tainanus ingår i släktet Nilodorum och familjen fjädermyggor. Inga underarter finns listade i Catalogue of Life.